# 抑言法
抑言法（よくげんほう、Meiosis）とは、意図的に何かを控えめに言う、または実際より重要性または規模を小さくほのめかす修辞技法のこと。拡大技法とは反対で、時には緩叙法（litotes）の類義語として使われることもある。語源はギリシア語の、mei-o-o（「小さくすること」「減少すること」）。

## 例
- 北アイルランド問題を「The Troubles」と言うこと。
- 学校に放火した生徒の弁護士が「放火」を「いたずら（prank）」と言うこと。この場合、Meiosisは、事件の重大性を無邪気なジョークないしは些細なヴァンダリズムへと減じる目的で使われる。
- アメリカ南部人が南北戦争とその余波を「The Recent Unpleasantness（最近の不快な体験）」と言うこと。